# Marinens krigshögskola
Marinens krigshögskola (MKHS) var en skola för högre officersutbildning inom svenska marinen, som verkade i olika former åren 1987–1998. Förbandsledningen var förlagd i Haninge garnison, Berga.

## Historik
Inför försvarsbeslutet 1982 föreslog regeringen samt överbefälhavaren att Sjökrigsskolan skulle avvecklas och att utbildningen skulle flyttas till Berga örlogsskolor, där det senast 1990 skulle bildas en ny skola. Försvarsutskottet stödde regeringens förslag om att verksamheten skulle flyttas till Berga. Dock hade utskottet övervägt en lokalisering av den nya skolan till Karlskrona. Men ansåg att en lokalisering till Karlskrona sammantaget var mindre lämplig. I regeringens proposition 1983/84:112 meddelade regeringen att överbefälhavaren genomförde beslutade organisatoriska förändringar tidigare än vad som angavs i försvarsbeslutet. Vilket bland annat innebar att Sjökrigsskolan redan 1987 skulle flyttas till Berga. Den 30 juni 1987 upphörde Sjökrigsskolan, och istället bildades Marinens krigshögskola (MKHS) den 1 juli 1987 i Berga.
Genom Regeringens proposition 1997/98:1D6 beslutade riksdagen att försvarsgrenarnas officersskolor Flygvapnets officershögskola, Flygvapnets krigshögskola i Uppsala, Marinens officershögskola i Karlskrona, Marinens krigshögskola i Berga samt Krigsskolan i Solna skulle upplösas och avvecklas den 31 december 1998. Utbildningen skulle istället inordnas från den 1 januari 1999 i tre nya Militärhögskolor i Halmstad, Solna och i Östersund. Den 31 december 1998 avvecklades Marinens officershögskola och verksamheten övertogs av de tre nya militärhögskolorna Militärhögskolan Karlberg, Militärhögskolan Halmstad och Militärhögskolan Östersund.

## Verksamhet
Marinens krigshögskola var en skola för högre officersutbildning inom den svenska marinen, det vill säga vidareutbildade av officerare till kaptens tjänstegrad.

## Förläggningar och övningsplatser
När Marinens krigshögskola bildades sommaren 1987 grupperades skolan till kasern "Niord" på Berga som tidigare tillhört skolorna Vapenofficersskolan (VOS) och Marinens kompaniofficersskola (MKS). Byggnaderna kom dock att renoveras och modifieras, bland annat genom föreläsningssal samt kontorsrum för skolans befattningshavare.

## Heraldik och traditioner
Marinens krigshögskola övertog det heraldiska vapen som Sjökrigsskolan innehade fram till avvecklingen. Även andra traditioner övertogs av Marinens krigshögskola som till exempel deltagandet i "Slottskampen", ursprungligen en trekamp mellan Sjökrigsskolan och Berga örlogsskolor. År 1990 antog skolan "Marinens krigshögskolas marsch" (Dohlin) som förbandsmarsch, vilken senare fastställdes den 30 juni 1994.

## Förbandschefer
- 1987–1987: P-G Svensson [d]
- 1987–1993: Kaj Nielsen
- 1993–1995: Håkan Beskow
- 1995–1996: Göran Gunnarsson
- 1996–1997: Sune Birke
- 1997–1998: Jan-Axel Thomelius

## Namn, beteckning och förläggningsort
| Marinens krigshögskola | 1987-07-01 | – | 1998-12-31 |

| MKHS | 1987-07-01 | – | 1998-12-31 |

| Haninge garnison (F) | 1987-07-01 | – | 1998-12-31 |